# Eupsyque de Césarée
Eupsyque de Césarée, est un chrétien mort martyr en 362 dans sa ville de Césarée (aujourd'hui Kayseri en Turquie), lors d'une persécution par l'empereur Julien.
Considéré comme Saint par l’Église catholique et Orthodoxe, sa mémoire est commémorée le 9 avril.

## Biographie
Depuis l'Édit de Milan en 313 qui avait autorisé le christianisme dans l'Empire Romain et ainsi mis fin aux persécutions religieuses, le christianisme avait peu à peu pris de l'importance jusqu'à devenir la religion officiel de l'empereur. Mais en 361, Julien (surnommé « l'apostat ») prend le pouvoir en Orient et tente de restaurer les cultes romains traditionnels. Il se heurte alors aux chrétiens qu'il persécute de nouveau. En 362, l'empereur Julien est de passage en Cappadoce et il traverse la ville de Césarée. Il apprend que le temple de la déesse Fortuna a été détruit par les chrétiens (en plus des temples de Jupiter et d'Apollon). Julien devient furieux, il fait piller les églises, enrôler de force le clergé chrétien dans l'armée et lève un nouvel impôt pour sanctionner la ville,,.
L'empereur apprend que l'instigateur de cette destruction est Eupsyque, un membre d'une famille noble de la ville, qui est d'ailleurs marié depuis peu. Julien fait arrêter Eupsyque et il le fait aussitôt décapiter. Il ordonne alors à la population de reconstruire un nouveau temple en l'honneur de la déesse Fortuna. La population s'exécute, mais un an plus tard l'empereur décède à son tour. La population de la ville transforme alors le temple païen en construction en une église qu'ils dédient à Eupsyque, qui est considéré comme un martyr et un saint,.
Très tôt les églises grecs célèbrent sa mémoire le 9 avril. Dans des lettres de Basile le Grand et de Grégoire de Nazianze, il est indiqué que sa mémoire était également célébrée le 7 septembre, en commun avec tous autres les martyrs de la région (en plus du 9 avril).
Aujourd’hui, Eupsyque est toujours inscrit au martyrologe chrétien, la mémoire de saint Eupsyque est célébrée le 9 avril,.